# Brumaire 18–19-i államcsíny

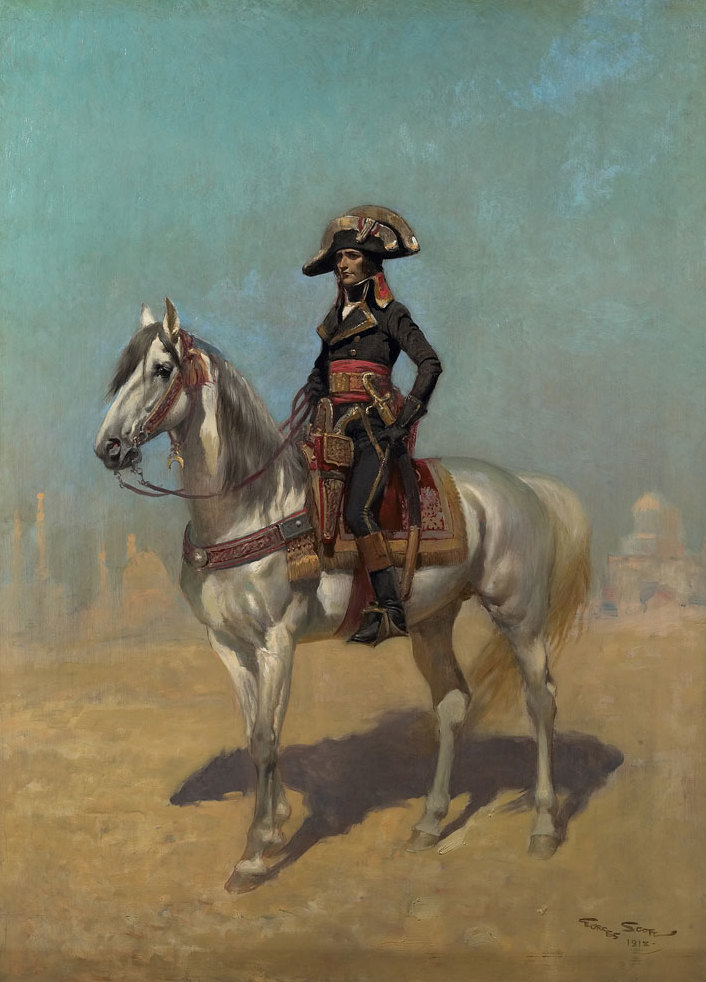
Bonaparte Napoleon tábornok Egyiptomban

A brumaire 18–19-i államcsíny (1799. november 9–10., lásd még: francia forradalmi naptár) Bonaparte Napóleon tábornok sikeres hatalomátvétele, amellyel Franciaországban megdöntötte a direktóriumi kormányzási rendszert és a saját egyeduralmát biztosító konzulátusi rendszert állította helyébe. Ezt az eseményt a francia forradalom tulajdonképpeni lezárásának szokták tekinteni.

## Az előkészületek
Bonaparte tábornok segítségével végrehajtandó államcsíny tervét a Direktórium működésének utolsó napjaiban Sieyès abbé és Talleyrand dolgozták ki. Bonaparte tábornok a balsikerű egyiptomi hadjáratból érkezett vissza Franciaországba, ahol mégis győztesként fogadták és ünnepelték.
A puccs első felvonásaként a direktórium öt tagjából három (Emmanuel Joseph Sieyès, Roger Ducos és Paul Barras) lemondott, így a fennmaradó – egyébként dühösen tiltakozó - két jakobinus taggal (Louis-Jérôme Gohier és Jean-François-Auguste Moulin) döntésképtelenné vált.
Párizsban VIII. év brumair 18-án (1799. november 9.) Sieyès abbé, a Direktórium vezető személyisége a törvényhozás felsőházát, a Vének Tanácsát, illetve Lucien Bonaparte (Napóleon öccse) az alsóházat, vagyis az ötszázak tanácsát (mint ennek elnöke) meggyőzte, hogy a biztonság érdekében (a készülődő „jakobinus összeesküvéssel” szemben) vonuljanak ki Párizs egyik külső kerületébe, és másnap a Saint-Cloud-i palotában tartsanak együttes ülést. Az összeesküvők valódi célja az volt, hogy a két Tanácsot eltávolítsák a fővárosból egy nekik megfelelő helyszínre, ahol a védelmükkel megbízott Napóleon Bonaparte tábornok csapatai sarokba szoríthatják őket, kikényszerítve az államcsínyt.

## Az államcsíny

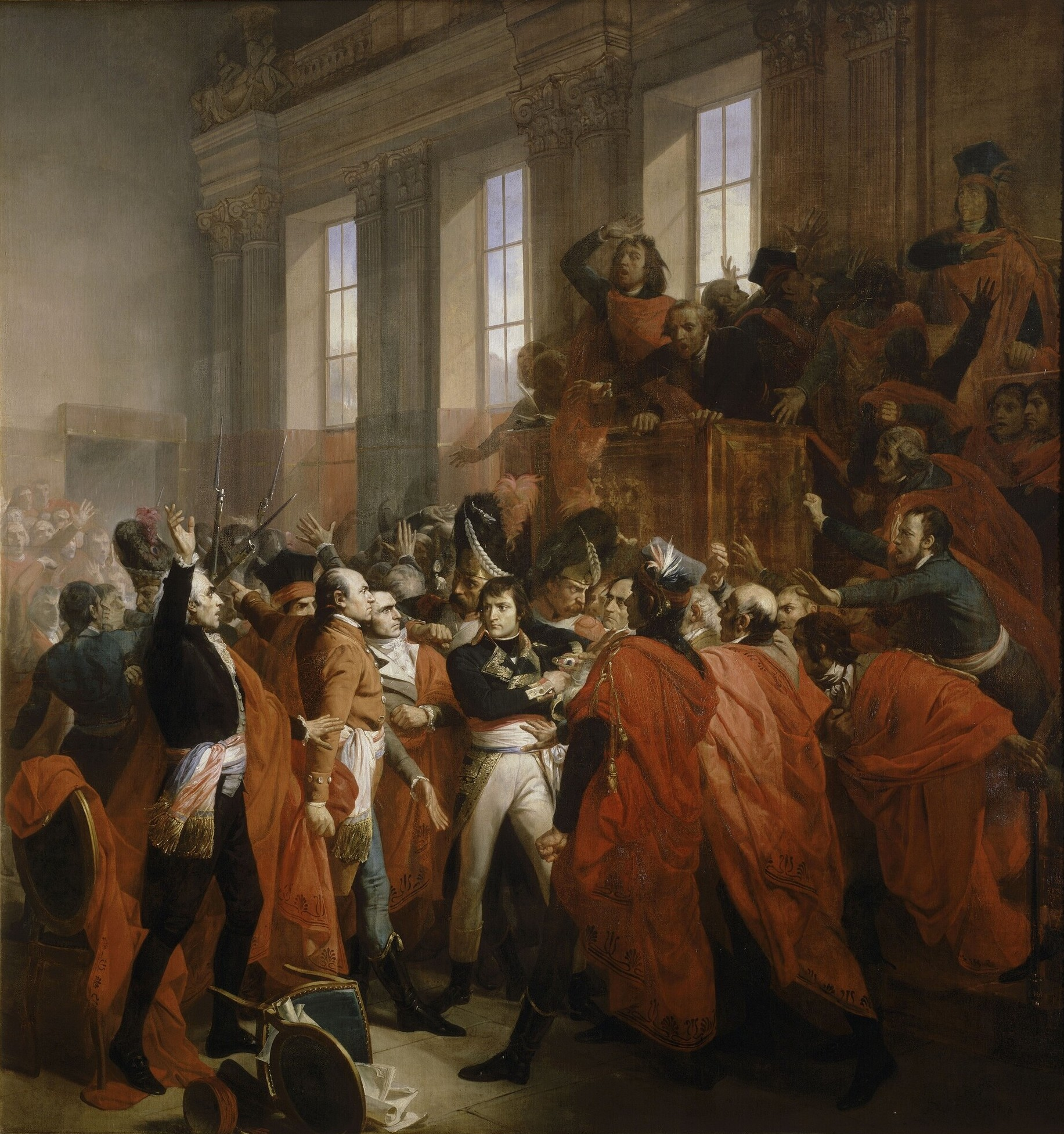
François Bouchot: Napóleon az Ötszázak Tanácsában

Másnap, brumaire 19-én (1799. november 10.), amikor a két tanács összeült Saint-Cloud-ban, Bonaparte néhány gránátosával az ülésező Vének Tanácsát kereste fel, ahol rögtönzött beszédet tartott. Kijelentette, hogy „a Köztársaságnak nincs kormánya”, és – erről a beszámolók ellentmondásosak – valószínűleg azt is, hogy „a forradalomnak vége”. Egy tanácsnok hangosan megkérdezte, hogy „Na, és az alkotmány?”, mire Napóleon válasza, hivatkozva a korábbi puccsokra: „Az Alkotmány?! Ti magatok számoltátok fel. Megsértettétek Fructidor 18-án; megsértettétek Floreal 22-én; megsértettétek Prairial 30-án. Már senki sem tiszteli.”
A tábornokot később viharos ellenszenvvel fogadták az ötszázak tanácsában is, akik már hallották a híreszteléseket, és látták az összegyűlt katonaságot. Ennek alapján kezdték felfogni, hogy valójában összeesküvésről van szó. Bonaparte tábornokot a képviselők lökdösni kezdték, végül a sápadt tábornokot katonái menekítették ki a teremből. A képviselők javaslatot nyújtottak be, hogy helyezzék Napóleont törvényen kívül. A Tanács elnöke, Napóleon öccse, Lucien Bonaparte távozott a teremből. A katonákhoz lépett, kijelentette, hogy a teremben egy erőszakos kisebbség terrorizálja a képviselők többségét, majd egy színpadias gesztussal elvette az egyik katona kardját, azzal a még mindig sápadt Napóleonra mutatott, és kijelentette, hogy amennyiben bátyja elárulná a szabadság, egyenlőség, testvériség eszméit, ő maga döfné át karddal a szívét. Ezt követően, megparancsolta a gránátosoknak, hogy távolítsák el az erőszakos képviselőket a teremből. A katonák, Joachim Murat tábornok vezetésével rövid időn belül szétzavarták az Ötszázak Tanácsát. A továbbiakban a puccsisták a Vének Tanácsát arra kényszerítették, hogy rendeletben függessze fel a törvényhozás munkáját három hónapra, és az ideiglenes időszakra nevezze ki Bonaparte tábornokot és két másik embert (Sieyès abbét és Roger Ducost) konzulnak. 1799. november 14-én Bonaparte Napóleont, a Francia Köztársaság Első Konzulját a párizsi Luxembourg-palotában beiktatták új hivatalába.

## Következményei
A konzulok vezetésével a törvényhozás két korábbi házából 25-25 taggal megalakítottak két bizottságot, amelynek szerepe az volt, hogy fenntartsa a törvényesség látszatát, és kidolgozza az új alkotmányt. A két bizottság aztán kidolgozta a VIII. évi alkotmányt (amelyből, most először a forradalom kitörése óta, az Emberi és polgári jogok nyilatkozata kimaradt), amely a legfelső végrehajtó hatalmat Napóleon, mint első konzul, és két konzul kezébe tette. A törvényhozói hatalmat ezt követően az első konzulnak engedelmes Konzervatív Szenátus (nyolcvan 40 évnél idősebb férfi taggal), és az általa kinevezett Tribunátus (100 férfi tag) és a Törvényhozó Testület (300 férfi tag) gyakorolta.
Az államcsínyre a párizsi utca nem reagált, az emberek már belefáradtak a forradalomba, rendet és stabilitást kívántak. Néhány jakobinus tisztségviselő és vidéki vezető kiiktatása nem jelentett problémát.
Az új alkotmányról 1799 decemberében népszavazást tartottak, és az elfogadást támogató elsöprő többségről a frissen belügyminiszterré kinevezett Lucien Bonaparte az eredmények manipulálásával gondoskodott. Franciaországban ezzel lezárult a polgári forradalom nyolc éven át tartó időszaka.